# Primer gobierno de Israel
El primer gobierno de Israel (en hebreo: מֶמְשֶׁלֶת יִשְׂרָאֵל הַרִאשׁוֹנָה‎, translit. Memshelet Yisra'el HaRishona) formado por David Ben-Gurión, el 8 de marzo de 1949, un mes y medio después de las elecciones para la primera Knéset. El partido político Mapai formó una coalición con el Frente Unido Religioso, el Partido Progresista, las Comunidades Sefardíes y Orientales y de la Lista Democrática de Nazaret, y contó con doce ministros.
Una pieza notable de la legislación promulgada durante la vigencia del primer gobierno fue la ley educativa de 1949, que introdujo la enseñanza obligatoria para todos los niños entre las edades de cinco y catorce años.
Ben-Gurión renunció el 15 de octubre de 1950 después que el Frente Unido Religioso se opuso a sus demandas de que el Ministerio de Racionamiento y Suministros fuese cerrado y que un hombre de negocios fuera nombrado como Ministro de Industria y Comercio, así como las cuestiones sobre la educación en los nuevos campamentos de refugiados.
| Gabinete                                                               | Gabinete               | Gabinete                           |
| Puesto                                                                 | Persona                | Partido                            |
| ---------------------------------------------------------------------- | ---------------------- | ---------------------------------- |
| Primer ministro Ministro de Defensa                                    | David Ben-Gurión       | Mapai                              |
| Ministro de Agricultura Ministro de Racionamiento y Suministros        | Dov Yosef              | Mapai                              |
| Ministro de Educación y Cultura                                        | Zalman Shazar          | Mapai                              |
| Ministro de Relaciones Exteriores                                      | Moshe Sharett          | Mapai                              |
| Ministro de Finanzas Ministro de Industria y Comercio                  | Eliezer Kaplan         | Mapai                              |
| Ministro de Salud Ministro de Inmigración Ministro de Asuntos Internos | Haim-Moshe Shapira     | Frente Unido Religioso             |
| Ministro de Justicia                                                   | Pinchas Rosen          | Partido Progresista                |
| Ministro de Trabajo y Seguridad Social                                 | Golda Meir             | Mapai                              |
| Ministro de Policía                                                    | Bechor-Shalom Sheetrit | Comunidades Sefardíes y Orientales |
| Ministro de Religiones y Víctimas de Guerra                            | Yehuda Leib Maimon     | Frente Unido Religioso             |
| Ministro de Transporte                                                 | David Remez            | Mapai                              |
| Ministro de Bienestar                                                  | Yitzhak-Meir Levin     | Frente Unido Religioso             |